# So Long Letty (1929)
So Long Letty is een Amerikaanse muziekfilm uit 1929 onder regie van Lloyd Bacon. Destijds werd de film in Nederland uitgebracht onder de titel Vrouwenruil.

## Verhaal
Oom Claude is een excentrieke miljonair. Hij gaat samen met zijn kleindochters Ruth en Sally naar een deftig hotel, maar wordt er lastiggevallen door Letty, die een schoonheidssalon heeft. Later ruilen Letty en haar man Tommy van partner met hun buren Harry en Grace. Er ontstaan problemen, wanneer Claude aankomt met zijn kleindochters.

## Rolverdeling
| Acteur              | Personage        |
| ------------------- | ---------------- |
| Charlotte Greenwood | Letty Robbins    |
| Claude Gillingwater | Oom Claude Davis |
| Grant Withers       | Harry Miller     |
| Patsy Ruth Miller   | Grace Miller     |
| Bert Roach          | Tommy Robbins    |
| Marion Byron        | Ruth Davis       |
| Helen Foster        | Sally Davis      |
| Hallam Cooley       | Clarence de Brie |
| Harry Gribbon       | Joe Casey        |
| Lloyd Ingraham      | Rechter          |
| Jack Grey           | Brigadier        |